# Mychajło Rybak
Mychajło Lwowycz Rybak, ukr. Михайло Львович Рибак, ros. Михаил Лейбович Рыбак, Michaił Lejbowicz Rybak (ur. 25 kwietnia 1936, Polska) – ukraiński piłkarz, grający na pozycji pomocnika, trener piłkarski.

## Kariera piłkarska

### Kariera klubowa
W 1957 rozpoczął karierę piłkarską w klubie Spartak Wilno. W następnym roku został zaproszony do SKWO Lwów, który potem zmienił nazwę na SKA Lwów. W 1963 występował w Awanhardzie Tarnopol, w którym zakończył karierę piłkarską.

## Kariera trenerska
Po zakończeniu kariery piłkarza pozostał w OBO Lwów, w którym przez wiele lata pomagał trenować kadrę, a od 1971 stał na czele klubu. Kiedy klub został przeniesiony do Łucka, kontynuował pracować na stanowisku głównego trenera już SK Łuck. 17 lipca 1973 roku został zwolniony. Potem wyjechał do USA, gdzie trenował w Szkole Piłkarskiej pobliżu Nowego Jorku.

## Sukcesy i odznaczenia

### Sukcesy piłkarskie
SKWO Lwów
- mistrz strefy 3 Klasy B Mistrzostw ZSRR: 1958